# 妮基·桑法勒
妮基·桑法勒（法語：Niki de Saint Phalle，也譯为妮基·聖法爾，1930年10月29日—2002年5月21日），原名卡特琳·瑪麗-阿涅斯·法爾·德·桑法勒（法語：Catherine Marie-Agnes Fal de Saint Phalle），法國雕塑師，畫家和電影導演。

## 早年
卡特琳·瑪麗-愛妮絲·法·桑法勒在巴黎塞纳河畔讷伊出生。父母分別是銀行家安德烈-马里·法尔·德·桑法勒（André-Marie Fal de Saint Phalle）和珍妮·杰奎琳·哈珀（Jeanne Jacqueline Harper）。
1933年在大蕭條期間，桑法勒與全家從法國搬家到美國。 她在青少年時期做時裝模特兒，並在16歲時登上《生活》雜誌的封面（1949年9月26日），而後又在1952年11月號上了法國時尚雜誌的封面。 18歲時，桑法勒與她從12歲起認識的作者哈利·馬修斯私奔，並且搬到麻塞諸塞州的劍橋生活。 當她的丈夫在哈佛大學學習音樂時，桑法勒開始作畫，做不同的媒介和風格試驗。 他們的第一個孩子——勞拉在1951年出世。
桑法勒曾經抵制她家庭古板保守的傳統觀念。不過，在她嫁給年輕的丈夫和誕下兩個孩子之后，她卻發現自己已經一樣地踏進自己曾經拒絕的資產階級生活模式，再加上童年時被父親性侵的陰影，這導致她精神崩潰。作為一種治療方式，她受到治療師的鼓勵開始作畫。1956年，桑法勒結識了瑞士藝術家尚·丁格利，之後更開啟她的藝術門扉。
在巴黎時，桑法勒被介紹給成為她的朋友和顧問的美國畫家休·韋斯，其鼓勵她用她自我的風格繼續畫。桑法勒後來移到她的兒子菲利普在1955年5月出生的地方西班牙馬略卡的Deya。 在西班牙時，桑法勒看了馬塞爾·普魯斯特的作品並且訪問了馬德里和巴塞隆納，在那裡，她被安东尼·高迪的建築深深地打動。高第對她的影響在於使用完全不同的材料，以及objet-trouvés為桑法勒打開很多以前想像不到的可能性作為用雕刻品和建築的架構構件。 高第的「Park Güell」特別打動了桑法勒，使她認為生來就是要為人建造一個快樂的花園。桑法勒繼續作畫，尤其是在她的家庭於20世紀50年代中期般到巴黎之后。她的第一個自然藝術油畫展覽會於1956年在瑞士舉行。桑法勒當時的集合藝術經常以暴力的目標為特色，例如槍和刀，这似乎也透露了她心中的苦悶。

## 「沒有死者的謀殺」——射擊藝術
在1961年，她以射擊藝術聞名，丁格利也很支持她的大膽創作。射擊藝術品由木或金屬結構裡面藏顏料袋，然後為熟石膏所覆蓋。做完之後會用點廿二口徑步槍進行射擊，油漆濺出，所以每個作品都獨一無二。這種風格非常現代，並且她在全世界展覽，包括巴黎、瑞典、加州馬里布和阿姆斯特丹市立博物馆現場射擊表演。本來桑法勒是作了一件標鈀和襯衫的作品來發洩，後來就成了藏顏料袋的射擊藝術。
新創立的藝術運動新寫實主義創始人——皮埃尔·雷斯塔尼參加過桑法勒的展覽會後，隨後邀請她加入。

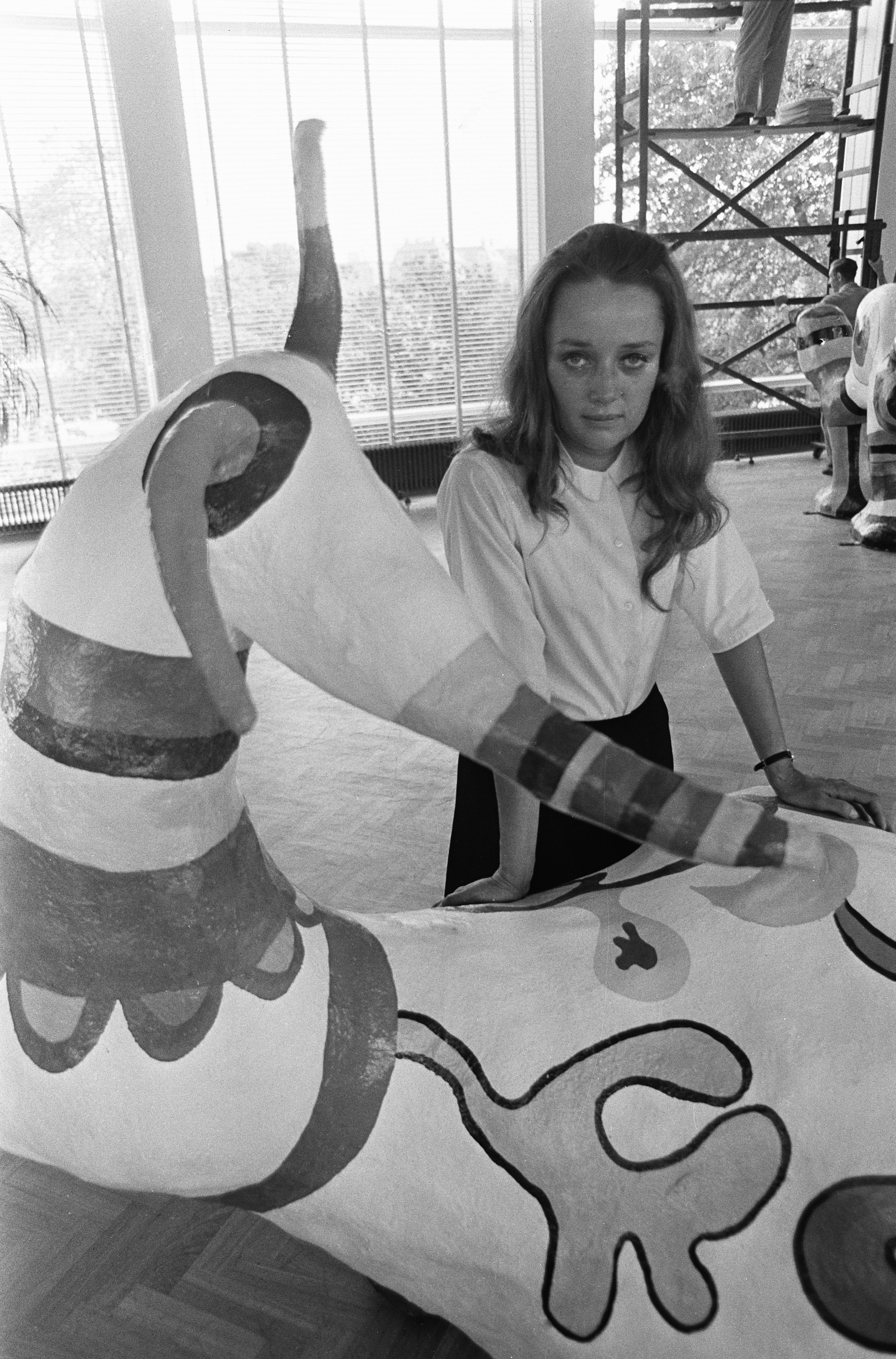
桑法勒在阿姆斯特丹市立博物館工作室裏工作，由傑克·德奈斯攝於1967年

桑法勒的第一個個人展覽在巴黎的Galerie J舉行。不久，桑法勒在整個歐洲和美國間露面。在1960年代，她與包括羅伯特·勞森伯格、賈斯珀·瓊斯、拉里·里弗斯和他的妻子克拉麗斯（Clarice）在內等駐巴黎的美國藝術家成為朋友；桑法勒接著多年與他們參加各種各樣的計劃。

## 「娜娜—擁抱NaNa」——NIKI的心靈城堡

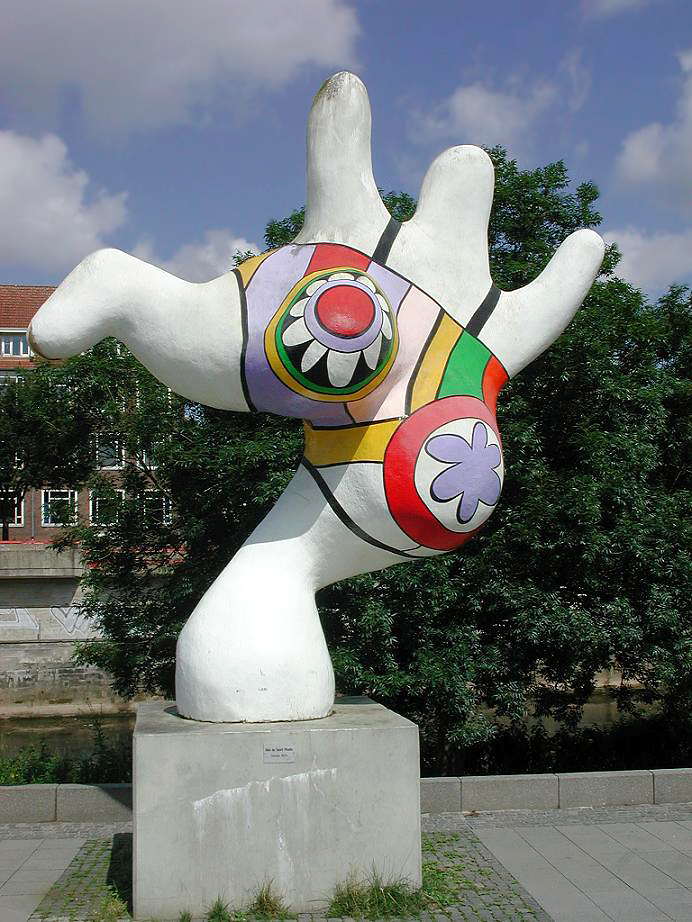
德國漢諾威萊布尼茨大街的「娜娜」系列作品

在射擊藝術成為她探索女性各種各樣的角色的一個過渡期，她以女性為題材製造與實物一樣大小的玩偶，例如新娘和婦女分娩時的情境。材料方面，主要為紙黏土，並以聚酯和鐵線作支架。
受她的朋友——美國藝術家拉里·里弗斯的妻子克拉麗斯·里弗斯的懷孕啟發，她開始創作關於在社會上各種女性的工作或原型的作品，作品的「身形」均非常豐滿並有不同色彩，以代表著不同的人種。她的諺語「任何一個女人」的藝術表現形式被命名為「娜娜」（Nanas），「Nana」在法語中是女人的俗稱。這種以紙黏土、毛料和布料的自由藝術，於1965年9月在巴黎亞歷山大·伊奧拉斯的畫廊作首次展覽。對這場展覽來說，伊歐拉斯出版與她的「娜娜」聯合在一起包括她的筆跡的第一個藝術家書。透過伊歐拉斯的鼓勵，她開始伴隨包括廣告畫、書和展覽會的圖表工作。「娜娜」的意義不僅如此，這也讓桑法勒成為色彩亮麗、充滿自信與活力的生命女性。
在1966年，她與尚·丁格利和佩尔·奥洛夫·乌尔特韦特在瑞典斯德哥爾摩的當代美術館協作大規模雕刻品《hon-en katedral》。 「hon」是瑞典語的「她」，這超巨大藝術品的外部形式是一個躺臥的巨人，長28公尺、寬9公尺、高6公尺，裡面有天文館、電影放映室、咖啡座和一些藝術品，但大家都得從「她的私處」進出。這個作品在全世界的雜誌和報紙裡引來巨大的回響。在hon-en katedral的建設期間，他們和瑞士藝術家里科·韋伯（Rico Weber）會面，其後來並與她和丁格利成為一個重要的合作夥伴。 在1960年代，她也為兩種戲設計裝飾和服裝分別是羅蘭·珀蒂的芭蕾舞劇，和據阿里斯托芬作的《利西斯特拉塔》（Lysistrata）改編劇。

## 尚·丁格利先生
約1955年，桑法勒認識尚·丁格利和他的妻子埃娃·埃普利。 她要丁格利為她的第一個雕刻品結合外殼。在1960年，桑法勒同她的作家丈夫哈里·馬修斯離婚。 同年丁格利夫婦也離婚。桑法勒和丁格利后來參加由他和其他藝術家的並且合用相同的工作室，包括康史丹丁·丹庫希。 馬塞爾·杜象在這個時期對西班牙加泰隆尼亞的超現實派藝術家薩爾瓦多·達利介紹。 為了參加一個「對達利致敬」的慶祝，桑法勒和丁格利旅行到西班牙；期間又在達利的故鄉菲格拉斯創作了《火之牛》——用紙做一個真實比例的牛，填滿爆竹和熟石膏後帶進鬥牛場內引爆。 在1963年， 他們找到一個鄉村小酒館並在加泰隆尼亞期間作為他們的家和工作室。 她1971年7月15日取得瑞士公民身分與丁格利結婚。值得注意的是，瑞士的丁格利美術館也是桑法勒催生的。

## 公共藝術展

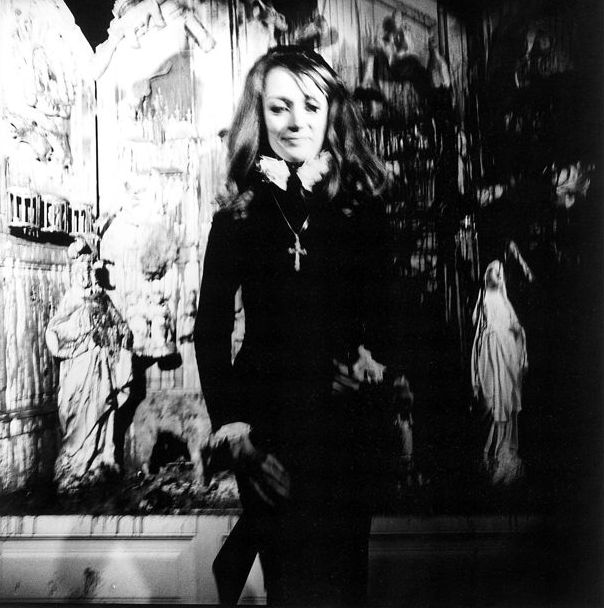
1970年由洛塔爾·華萊所攝

在2000年11月17日妮基成為一位漢諾威的名譽公民並且把她的300件藝術品捐贈到司本格博物館。 
大多數桑法勒的大型雕刻品被在公共場所展覽，包括： 
- 斯特拉文斯基泉(自動泉)－巴黎龐畢度中心 ( 1982 )  主要由丁格利完成
- La fountaine Château-Chinon－和丁格利合作。
- L'Ange Protecteur－蘇黎世火車站大廳
- 娜娜－德國漢諾威 萊納河邊的萊布尼茨岸大街 (Leibnizufer)(1974)。
- 卡莉菲亞皇后的魔法圓形花園－加州艾斯康迪多的提克卡森公園 http://www.queencalifia.org（页面存档备份，存于）
- 太陽神(1983)－加利福尼亞大學校園上的一種富想像力的有翼動物。
- 月亮，加州貝亞貝亞商場內的雕刻品。
- 同在一起，聖地牙哥會議中心 https://web.archive.org/web/20080510020317/http://www.portofsandiego.org/sandiego_publicart/nikidestphalleccart.asp
- 在德國漢諾威的Grotto at the Herrenhäuser Gärten https://web.archive.org/web/20080515233311/http://www.hannover.de/herrenhausen/gaerten/gro_garten/elemente/grotte_deutsch/
- Cyclop－和丁格利的合作的紀念性的雕刻品－法國米里佛艾 https://web.archive.org/web/20060210001214/http://www.art-public.com/cyclop/cyclop_g.htm
- 高倫－耶路撒冷 https://web.archive.org/web/20050910194136/http://jerusalemfoundation.org/city.php?id=135
- 耶路撒冷－和瑞士建築師馬里奧·博塔的諾亞方舟雕刻品公園 https://web.archive.org/web/20061101042654/http://www.jerusalemfoundation.org/updates.php?id=166
- Lebensretter-Brunnen－德國杜伊斯堡

## 影片
- Daddy，1973年，桑法勒和彼得洛里門編劇和導演。
- Un rêve plus long que la nuit，1971年，桑法勒編劇和導演。

## 外部連結
- 官方網站
- FemBiography Niki de Saint Phalle

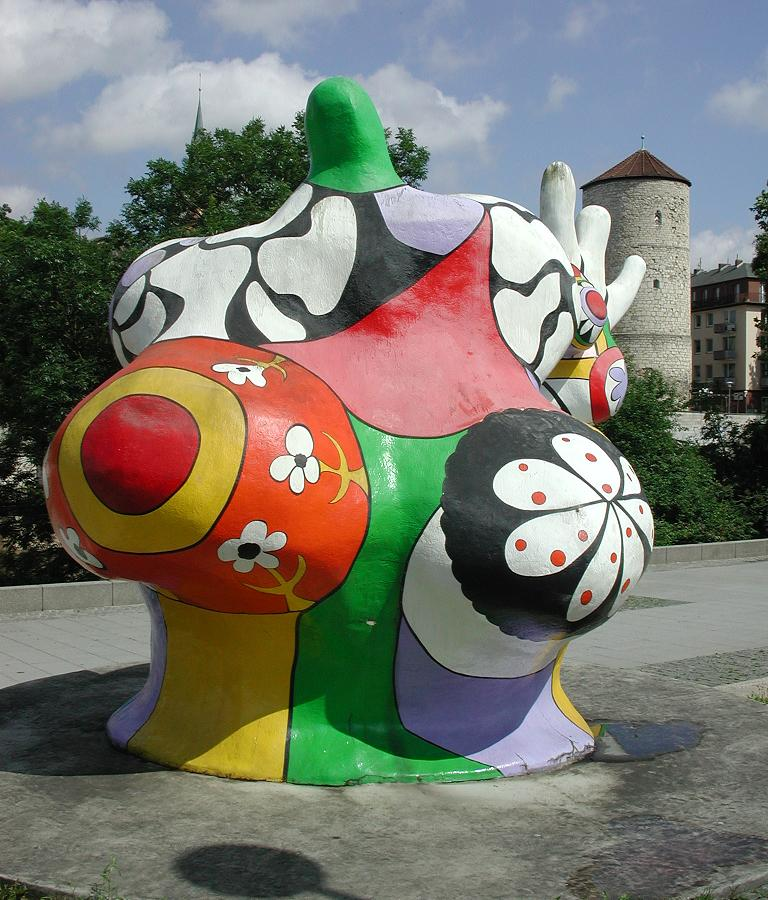
德國漢諾威萊布尼茨大街的「娜娜」系列作品

- 日本那須妮基美術館（页面存档备份，存于）
- Fountain at Château-Chinon（页面存档备份，存于）
- Niki in Artfacts（页面存档备份，存于）
- 塔羅公園（页面存档备份，存于）
- 太陽神（页面存档备份，存于） - Stuart Collection, UCSD
- https://web.archive.org/web/20070127084813/http://www.jgmgalerie.com/
- http://queencalifia.org（页面存档备份，存于） - 加州雕刻品花園的網站
- 视频尼基·德·圣法尔的展览（页面存档备份，存于）